# Capri (pel·lícula)
Capri (original: It Started in Naples) és un film en forma de comèdia romàntica americana, de l'agost del 1960.
Ha estat doblada al català.

## Argument[2]
Clark Gable fa d'advocat americà, Michael Hamilton, que viatja a Nàpols (Itàlia) per resoldre uns assumptes relacionats amb el testament del seu germà. Un cop allà descobreix que el seu germà tenia un fill, a qui la Lucia cuida, una cangur atractiva interpretada per Sophia Loren. Malgrat la diferència d'edat, la història d'amor brota de seguida entre en Michael i la Lucia.

## Repartiment
- Clark Gable - Michael Hamilton
- Sophia Loren - Lucia Curcio
- Vittorio De Sica - Mario Vitale
- Marietto - Nando Hamilton
- Paolo Carlini - Renzo
- Giovanni Filidoro - Gennariello
- Claudio Ermelli - Luigi
- Bob Cunningham - Don Mc Guire
- Marco Tulli
- Carlo Rizzo
- Yvonne Monlaur

## Anecdotari
- Aquest fou l'últim film en el qual aparegué Clark Gable.
- Un dels plats forts del film és un número musical de Sophia Loren anomenat You Want to be Americano.

## Premis i nominacions
Nominacions
Oscar a la millor direcció artística